# Kuoppajärvi, Norrbotten
Kuoppajärvi är en sjö i Pajala kommun i Norrbotten och ingår i Torneälvens huvudavrinningsområde. Sjön har en area på 0,0527 kvadratkilometer och ligger 249,1 meter över havet. Kuoppajärvi ligger i Torne och Kalix älvsystem Natura 2000-område. Sjön avvattnas av vattendraget Mettä-Puristajoki.

## Delavrinningsområde
Kuoppajärvi ingår i det delavrinningsområde (754253-181512) som SMHI kallar för Mynnar i Parkajoki. Medelhöjden är 256 meter över havet och ytan är 43,43 kvadratkilometer. Det finns inga avrinningsområden uppströms utan avrinningsområdet är högsta punkten. Mettä-Puristajoki som avvattnar avrinningsområdet har biflödesordning 4, vilket innebär att vattnet flödar genom totalt 4 vattendrag innan det når havet efter 293 kilometer. Avrinningsområdet består mestadels av skog (82 procent) och sankmarker (14 procent). Avrinningsområdet har 0,21 kvadratkilometer vattenytor vilket ger det en sjöprocent på 0,5 procent.